# Wientalbrücke
Koordinaten: 48° 11′ 16,9″ N, 16° 20′ 17,4″ O

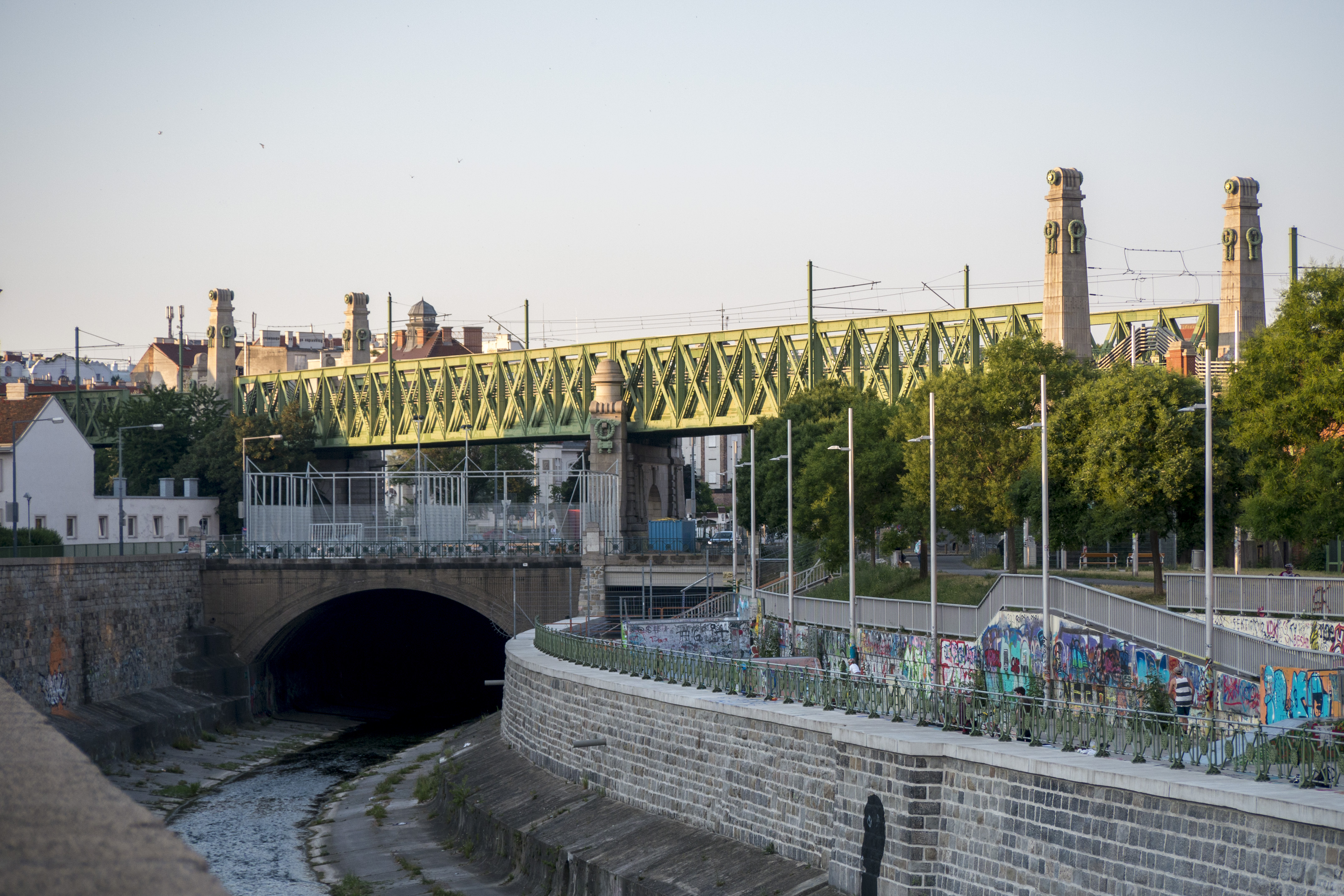
Die Brücke über die Zeile

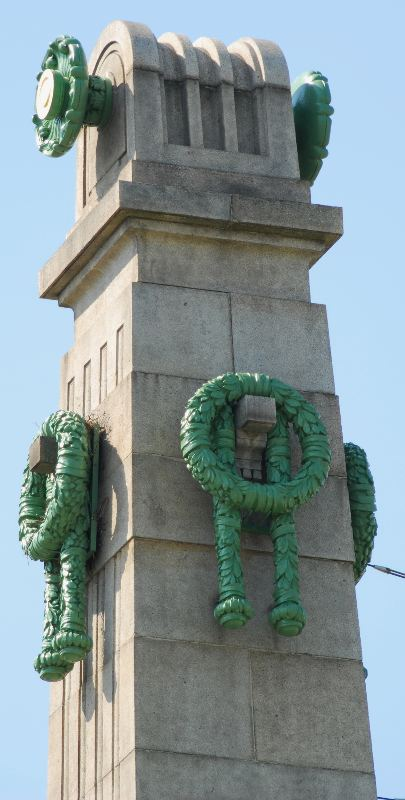
Detail einer Pylonspitze

Die Wientalbrücke, auch Otto-Wagner-Brücke oder Wiental-Viadukt genannt, wurde 1894/1895 entworfen und von Otto Wagner gestaltet. Die Brücke über die Zeile  wurde, zusammen mit den nördlich anschließenden zwei Brücken, der Brücke über die Mollardgasse und der Brücke über den Mariahilfer Gürtel, als Teil der 1898 eröffneten Gürtellinie der Wiener Dampfstadtbahn errichtet und schließlich ab 1925 von der ersatzweise eingerichteten Wiener Elektrischen Stadtbahn genutzt. Eine weitere südlich des Flusses anschließende Brücke wurde im Zuge des 1985–1989 durchgeführten Umbaus der Gürtellinie zur U-Bahn-Linie U6 abgebrochen. Gemeinsam beschreiben die drei Teilbrücken auf einer Strecke von 250 Meter einen von Norden nach Westen drehenden Bogen.

## Brücken (von Norden nach Süden)
Eine gestalterische Vorgabe für die Stadtbahnstrecken, die Otto Wagner als künstlerischer Beirat des Bauherrn, des k.k. Eisenbahnministeriums, und als von diesem beauftragter Entwerfer und Gestalter aufstellte, war die Einhaltung waagrechter Linien bei den verschiedenen Bauwerken.
Die Fundamente der Brücken wurden von der Union-Baugesellschaft ausgeführt, lediglich der Mittelpfeiler der Brücke über die Zeile wurde von Doderer & Göhl fundamentiert. Die Stahlkonstruktionen stammen von der Oesterreichisch-Alpine Montan-Gesellschaft.

### Brücke über die Mollardgasse
Die Brücke über die Mollardgasse befindet sich zwischen den beiden Richtungsfahrbahnen des Wiener Gürtels (hier westlich, Fahrtrichtung Süden: Sechshauser Gürtel, benannt 1894; östlich davon, Fahrtrichtung Norden: Gumpendorfer Gürtel, benannt 1965) und überspannt die Verlängerung der Mollardgasse (6. Bezirk) zur Ullmannstraße (15. Bezirk). 1970–1989 unterquerte hier die Straßenbahnlinie 8 der Wiener Linien die Stadtbahnstrecke.
Errichtet wurde die Brücke mittels Parallelträger mit 30,65 Meter lichter Weite und einer Höhe von 3,80 Meter. Der Abstand der Trägerachsen beträgt 9,2 Meter.

### Brücke über den Mariahilfer Gürtel
Die Brücke über den Mariahilfer Gürtel überquert mit einer Länge von 64,75 Meter den während der Entwurfsphase 1894 in Sechshauser Gürtel umbenannten Gürtelabschnitt im Bereich der Graumanngasse (er wurde bis 1967 in beiden Fahrtrichtungen befahren, seither nur in Fahrtrichtung Süden).
In diesem Bauabschnitt beschreibt die Achse der Doppelbahn einen Radius von 150 Meter, so dass bei dieser Länge eine kaum machbare Brückenbreite entstanden wäre. Deshalb wurde der Hauptteil der Brücke auf 5,86 Meter hohe eiserne Pfeiler aufgesetzt und an beiden Enden mittels gegen die Längsachse geknickter Anschlussstücke in den Streckenverlauf eingebunden. Die Pfeiler sitzen auf Betonfundamenten auf, wo sie mit Schrauben verankert sind.

### Brücke über die Zeile

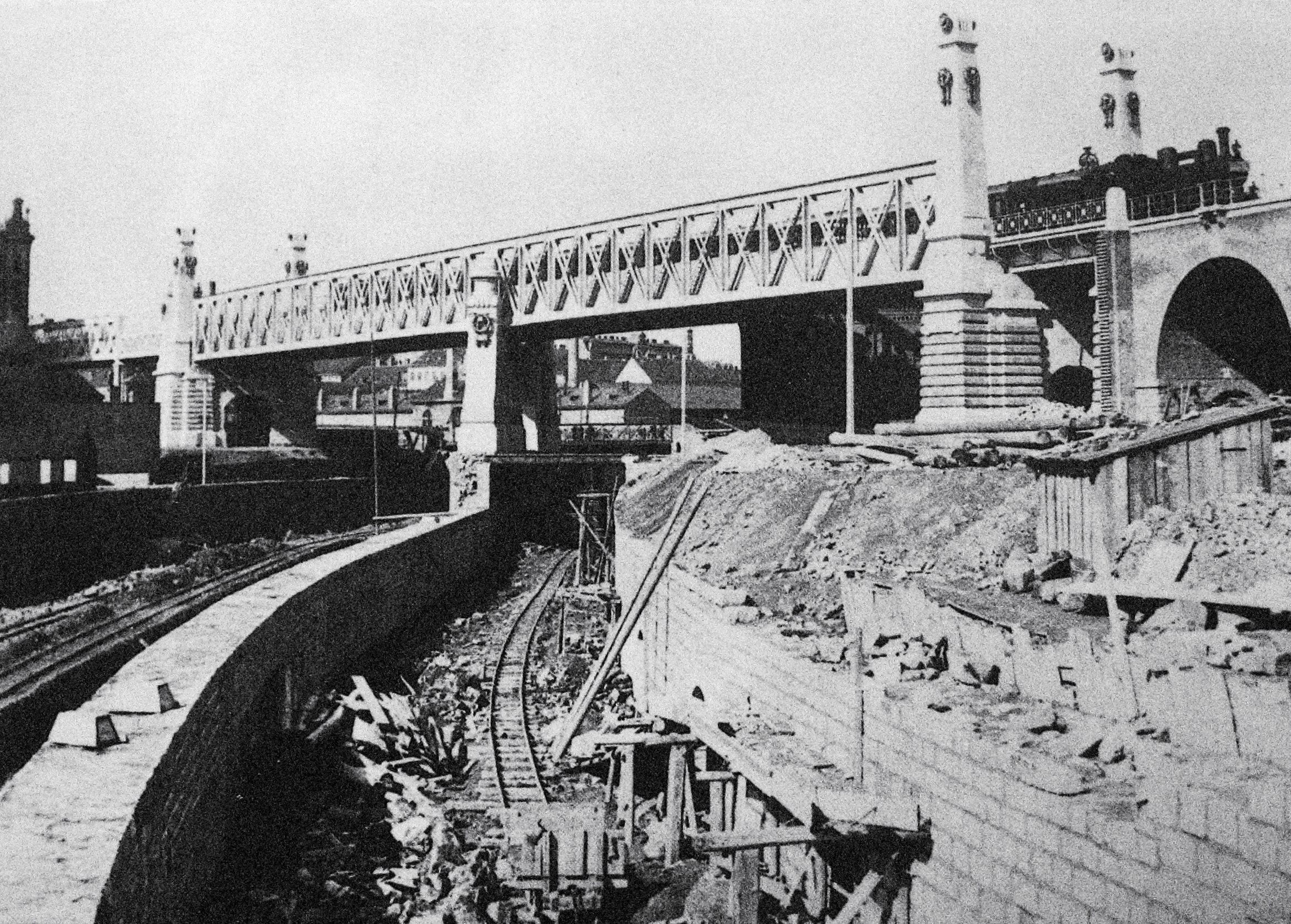
Brücke über die Zeile, 1898

Das Bauwerk als Blickfang auf dem Cover des Wiener Stadtbahn-Spiels von 1910

Die weithin sichtbare Brücke über die Zeile, auch Brücke über die Gumpendorfer Zeile genannt, die mit 112 Meter lichter Weite technisch und künstlerisch aufwändigste der drei Brücken, wird durch einen Brückenpfeiler in zwei gleich lange Öffnungen geteilt.
Die nördliche Hälfte des Brückenbauwerks überspannt die Linke Wienzeile, die nach den Plänen von Otto Wagner zum Wienboulevard als Verbindung vom Karlsplatz am Rand des Stadtzentrums zum Schloss Schönbrunn ausgebaut werden sollte. Ebenfalls wird hier die ostwärts verlaufende, etwa zur gleichen Zeit gebaute Wienflusseinwölbung überquert, auf der sich weiter östlich mit hohem Platzbedarf Gürtel und Wienzeilen kreuzen. Im südlich des Pfeilers gelegenen Abschnitt wird die Untere Wientallinie der Stadtbahn gequert, heute befindet sich hier ein Abstellgleis der Linie U4, da die U4 zum Bau der U-Bahn-Station Längenfeldgasse in einen südlicheren Tunnel verlegt wurde.
Der um 39 Grad 7 Winkelminuten zur Längsachse der Brücke schräggestellte Mittelpfeiler übt aber nicht nur die Funktion eines Brückenpfeilers aus, sondern dient gleichzeitig den Einwölbungen der Wien und der Unteren Wientallinie als gemeinsames Widerlager und reicht 12,2 Meter tief unter das Fahrbahnniveau.
Die beiden Endpfeiler der Brücke sind mit Steinquadern verkleidet und tragen je zwei aus Granit gefertigte Pylonen, die die Auflagerhöhe der Brücke um 13,7 Meter überragen. Um Otto Wagners Forderung nach waagrechten Linien beizubehalten, wurde die mit einer ursprünglichen Steigung von 10 Promille geführte Bahntrasse hinter einer mit Mannstädteisen verzierten Blechwand verborgen.
Die Brücke besteht aus Parallelträgern mit einer Höhe von 5,95 Meter mit Kastengurten und einfach gekreuztem System. Die Querträger der Brückenkonstruktion folgen der Steigung der Gleisanlage und tragen mittels 0,65 Meter hohen Längsträgern und sekundären Querträgern einen Buckelplattenbelag. Das Schotterbett der Gleise wird seitlich von Abschlussträgern begrenzt. Die für Kontrollzwecke gedachten beiderseitigen Fußwege sind mit Brettern belegt, die auf Weißblech aufgelegt sind. Die lichte Höhe über dem Fahrbahnniveau der Linken Wienzeile beträgt rund acht Meter.
Am südlichen Ende der Brücke über die Zeile befinden sich feste, während auf dem Mittelpfeiler und am nördlichen Ende bewegliche Kipplager aus Stahl angebracht sind.

## Abbruchpläne

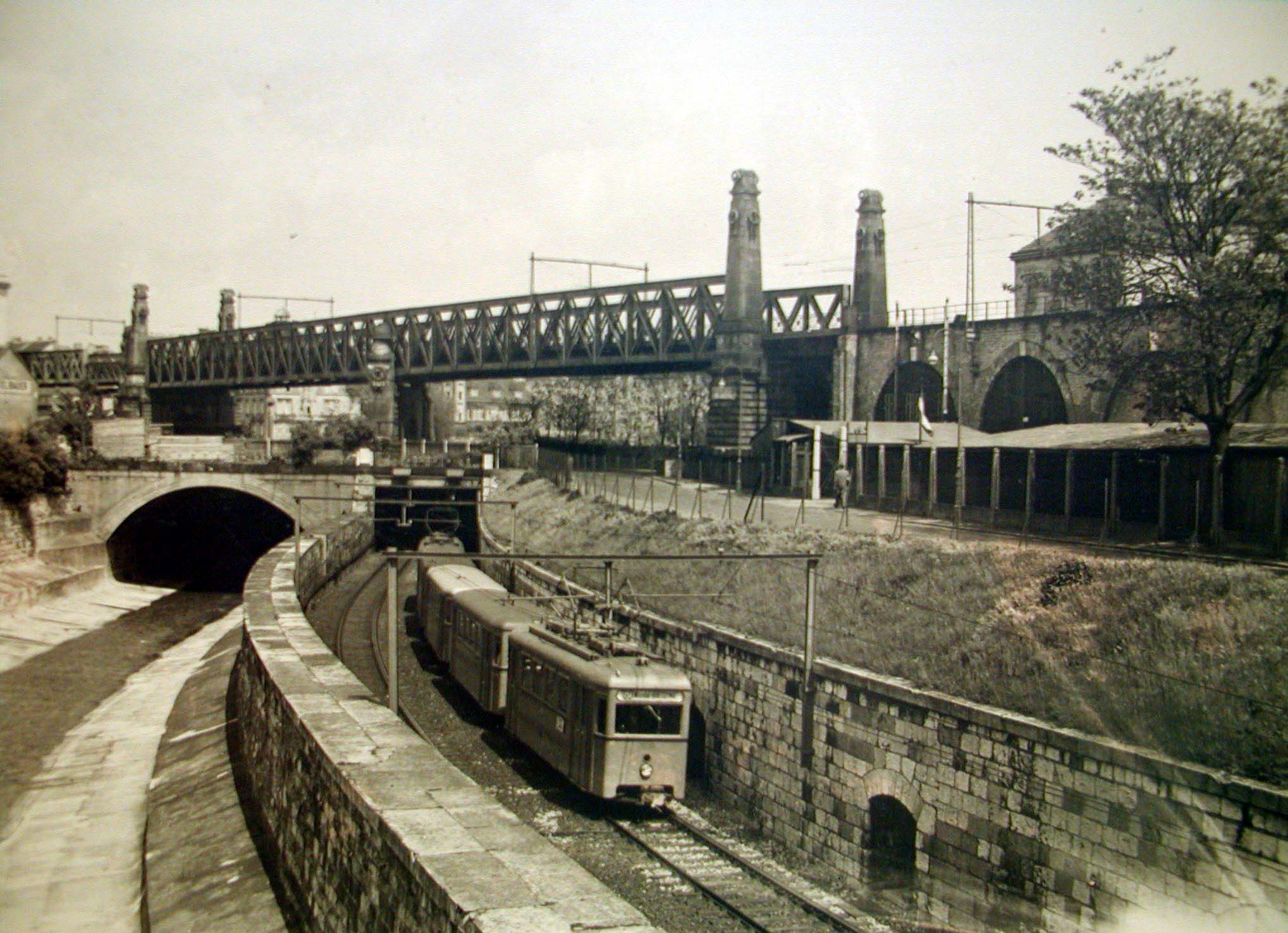
Vor dem Umbau auf U-Bahn-Betrieb

1980 fiel die politische Entscheidung, auch die bisherige Gürtellinie der Wiener Elektrischen Stadtbahn in das Wiener U-Bahn-Netz einzubeziehen. Allerdings sollte die zukünftige U6 nicht wie bisher bei der Station Meidling Hauptstraße mit der Wientallinie der Stadtbahn verknüpft und weiter nach Hütteldorf geführt werden, sondern die Wientallinie bei der näher gelegenen Längenfeldgasse in einer neu zu errichtenden niveaugleichen Station erreichen, dann sie unterfahrend kreuzen und weiter in den Süden nach Siebenhirten geführt werden.
Diesem Vorhaben stand allerdings die Brücke über die Zeile im Weg und sollte deshalb abgerissen werden. Begründet wurde diese Maßnahme damit, dass
- die neu zu errichtende Rampe zwischen der Brücke und der neuen Station Längenfeldgasse wesentlich steiler ausfallen müsste,
- der Radius des an die Brücke anschließenden Bogens wesentlich geringer sein müsste, die Züge bremsen müssten und durch quietschende Räder eine größere Lärmbelästigung verursachen würde und
- die Brücke dem Gewicht der modernen U-Bahngarnituren wegen Materialermüdung nicht mehr gewachsen sei.

Als drohende Alternativen wurde der Abriss von über hundert Wohnungen genannt oder das Einhängen einer fallenden Brückenkonstruktion in die bestehende, was als teuerste Variante abgelehnt wurde. Eine andere Möglichkeit wurde darin gesehen, eine neue Brücke zu errichten und die Brücke über die Zeile damit zu umfahren.
Das mit der Frage der Erhaltungswürdigkeit der Brücke über die Zeile befasste Bundesdenkmalamt sprach sich mit einem Bescheid am 21. April 1982 für den Weiterbestand der Brücke aus, während der zuständige Stadtrat Rudolf Wurzer erst deren möglichen Abbruch und später den Bau einer Umgehungsbrücke unter Erhaltung der nunmehr funktionslosen Wientalbrücke befürwortete.
Die eingereichten Projekte eines darauffolgenden Architektenwettbewerbs entsprachen zwar nicht völlig den Erwartungen der Jury, ein Projekt der Architekten Thomas Reinthaller, Erich Traxler und Franz Requat und des Diplomingenieurs Ernst Heintz sollte dennoch überarbeitet und weiterverfolgt werden.
Ebenfalls einen Preis erhielten die Architekten Adolf Krischanitz und Otto Kapfinger für eine zweifeldrige Hauptbrücke über Wienfluss und Wienzeile und eine weitere, daran anschließende Brücke mit fünf Feldern mit geringerer Bauhöhe und geringerer Spannweite. Diese Stahlbrücke, deren Tragwerke mit Nirosta oder Aluminium verkleidet werden sollte, sollte sich östlich um die Brücke über die Zeile herumwinden und als Teil der Rampe fungieren.
Nicht prämiiert wurden zwei Projekte, die durch Bearbeitung der Trassenführung nachwiesen, dass die Otto-Wagner-Brücke in Funktion erhalten werden konnte, eines von der Arbeitsgruppe U-Bahn (Wilhelm Holzbauer, Heinz Marschalek, Georg Ladstätter, Bert Gantar) mit Johann Stella, Walter Stengel, das andere von Hermann Czech mit Heinrich Mittnik, das letztere sogar unter Beibehaltung der normgemäßen Ausbaugeschwindigkeit. Auf diese Projekte konnte sich die Argumentation für den Erhalt der Brücke stützen.
Der Plan, die Brücke über die Zeile abzubrechen oder zu einer funktionslosen Museumsbrücke zu machen, blieb nicht unwidersprochen. Unter anderem wandten sich die Österreichische Gesellschaft für Architektur, der Österreichische Kunstsenat und die österreichische Sektion des Internationalen Kunstkritikerverbandes gegen die Außerfunktionstellung.

## Aktuelle Nutzung
Zu Beginn des Jahres 1984 ließ der neue Stadtrat für Stadtplanung, Fritz Hofmann, eine neue Variante prüfen, durch welche die Brücke über die Zeile weiterhin ihre Funktion behalten könnte. Anfang Juni des gleichen Jahres wurde schließlich der Erhalt der Wientalbrücke verkündet. Die Station Längenfeldgasse wurde etwas Richtung Westen verschoben und die stärkere Steigung im Interesse des Denkmalschutzes in Kauf genommen. Welche Rolle der 1983 erfolgte Wechsel des zuständigen Stadtrats spielte, ist nicht bekannt.
Im Zuge der Adaptierungsarbeiten für den U-Bahn-Betrieb – das Gefälle der Gleisanlagen musste vergrößert werden und die Parallelität der Gleise zur Brückenachse wurde aufgegeben – wurde die Brücke über die Zeile generalsaniert. 2007 / 2008 wurde die Brücke neuerlich saniert. Zu diesem Anlass wurden auch die zahlreichen schmückenden mannshohen Lorbeerkränze aus Zinkguss demontiert und restauriert.